# Josefina Olóriz
Josefina Olóriz, född 1894, var en spansk politiker och pionjär som kvinnlig politiker. 
När kvinnor fick kommunal rösträtt i Spanien 1925 blev hon en av de första som valdes in i ett lokalt parlament, i San Sebastián. 1927-30 ingick hon som en av tretton kvinnor i en statlig utredning om en reform av konstitutionen, och blev som sådan Spaniens första kvinnliga ersättare i kongressen. 1929 blev hon San Sebastians och Spaniens första kvinnliga vice borgmästare.